# 喪失 (松本清張)
『喪失』（そうしつ）は、松本清張の短編小説。『新潮』1956年3月号に掲載され、1957年12月に短編集『詐者の舟板』収録の1作として、筑摩書房から刊行された。
1983年にテレビドラマ化されている。

## あらすじ
シングルマザーの桑島あさ子は、妻子ある会社員の田代二郎と不倫関係にあり、会社の帰りに寄る二郎に尽くす生活を続けていたが、ある日あさ子は失職、安月給の二郎に昇給は期待できず、あさ子は自分で職を探したものの、これといった技能の無いあさ子の就職活動は難航、ようやく前職の口利きで銀行の集金人になる。しかし正規雇用ではないため生活費がまかなえず、消耗するあさ子に、定年近いベテランの須田が声をかけ、食事を分ける。しばらくすると、須田は自分の契約の一部をあさ子名義にまわし、須田のおかげで成績の向上したあさ子は正規雇用となる。
須田のことをあさ子から聞いた二郎は面白がっていたが、須田はあさ子のアパートに遊びに行ってもいいかと言う。須田があさ子に触ろうとするのを見た二郎は怒るが、正規雇用になれたのは須田のおかげ、能力のない自分は須田に見放されたら解雇されると思うあさ子は、須田を怒らせてはならないと言い聞かせる。二郎の猜疑はエスカレートするが、生活基盤の喪失を恐れるあさ子は、そんなに言うならあなたがそれだけの稼ぎをあげて下さいと二郎に訴える。ある夜、酔っぱらった須田があさ子の部屋を訪れる。

## テレビドラマ
「松本清張の喪失」。1983年2月17日、読売テレビ制作・日本テレビ系列の「木曜ゴールデンドラマ」枠（21:02-22:54）にて放映。視聴率24.0％（ビデオリサーチ調べ、関東地区）。
キャスト
- 桑島あさ子：大原麗子
- 田代二郎：風間杜夫
- 須田藤吉：三國連太郎
- 須田雅代：青木和子
- 田代幸江：三浦リカ
- 沢井吾一：ケーシー高峰
- 長谷川諭、伊藤めぐみ、水島美奈子、大矢兼臣、奥村公延、大川義幸、中島孝二、松山薫、音羽千佳子、下川洋一、宗像大三郎、山下洋子、早川プロダクション、綜芸企画

スタッフ
- 企画：福尾元夫（読売テレビ）、霧プロダクション
- プロデューサー：小川俊明（日本テレビ）、照喜名隆（渡辺企画）
- 脚本：服部佳
- 音楽：坂田晃一
- 撮影：川田万里
- 技術協力：東通
- 協力：森山病院
- 演出：鶴橋康夫
- 制作：読売テレビ、渡辺企画

| 日本テレビ系列 木曜ゴールデンドラマ         | 日本テレビ系列 木曜ゴールデンドラマ | 日本テレビ系列 木曜ゴールデンドラマ             |
| 前番組                                      | 番組名                              | 次番組                                          |
| ------------------------------------------- | ----------------------------------- | ----------------------------------------------- |
| 片隅の二人 （原作：曽野綾子） （1983.2.10） | 松本清張の喪失 （1983.2.17）        | 死の彼方までも （原作：三浦綾子） （1983.2.24） |